# العلاقات التوغوية الفيجية
العلاقات التوغولية الفيجية هي العلاقات الثنائية التي تجمع بين توغو وفيجي.

## مقارنة بين البلدين
هذه مقارنة عامة ومرجعية للدولتين:
| وجه المقارنة                                              | توغو            | فيجي                                                                 |
| --------------------------------------------------------- | --------------- | -------------------------------------------------------------------- |
| المساحة (كم2)                                             | 56.78 ألف       | 18.27 ألف                                                            |
| عدد السكان (نسمة)                                         | 7.80 مليون      | 915.30 ألف                                                           |
| الكثافة السكانية (ن./كم²)                                 | 137.37          | 50.1                                                                 |
| العاصمة                                                   | لومي            | سوفا                                                                 |
| اللغة الرسمية                                             | لغة فرنسية      | لغة إنجليزية، اللغة الفيجية، اللغة الفيجي الهندية، اللغة الهندستانية |
| العملة                                                    | فرنك غرب أفريقي | دولار فيجي                                                           |
| الناتج المحلي الإجمالي (بليون دولار)                      | 4.81 مليار      | 5.06 مليار                                                           |
| الناتج المحلي الإجمالي (تعادل القوة الشرائية) بليون دولار | 10.67 مليار     | 8.32 مليار                                                           |
| الناتج المحلي الإجمالي الاسمي للفرد دولار أمريكي          | 559             | 4.96 ألف                                                             |
| الناتج المحلي الإجمالي للفرد دولار أمريكي                 | 1.43 ألف        | 8.79 ألف                                                             |
| مؤشر التنمية البشرية                                      | 0.484           | 0.727                                                                |
| رمز المكالمات الدولي                                      | +228            | +679                                                                 |
| رمز الإنترنت                                              | .tg             | .fj                                                                  |
| المنطقة الزمنية                                           | 00              | ت ع م+12:00                                                          |

## منظمات دولية مشتركة
يشترك البلدان في عضوية مجموعة من المنظمات الدولية، منها:
| علم المنظمة | اسم المنظمة                                 | تاريخ انضمام توغو | تاريخ انضمام فيجي |
| ----------- | ------------------------------------------- | ----------------- | ----------------- |
|             | الاتحاد البريدي العالمي                     | ?                 | ?                 |
|             | يونسكو                                      | 17 نوفمبر 1960    | 14 يوليو 1983     |
|             | البنك الدولي للإنشاء والتعمير               | 1 أغسطس 1962      | 28 مايو 1971      |
|             | منظمة التجارة العالمية                      | ?                 | ?                 |
|             | وكالة ضمان الاستثمار متعدد الأطراف          | 15 أبريل 1988     | 24 سبتمبر 1990    |
|             | الاتحاد الدولي للاتصالات                    | 14 سبتمبر 1961    | 5 مايو 1971       |
|             | منظمة الشرطة الجنائية الدولية               | ?                 | ?                 |
|             | مؤسسة التمويل الدولية                       | 4 سبتمبر 1962     | 12 يوليو 1979     |
|             | الأمم المتحدة                               | 20 سبتمبر 1960    | 13 أكتوبر 1970    |
|             | مجموعة دول أفريقيا والكاريبي والمحيط الهادئ | ?                 | ?                 |
|             | مؤسسة التنمية الدولية                       | 21 أغسطس 1962     | 29 سبتمبر 1972    |
|             | منظمة حظر الأسلحة الكيميائية                | ?                 | ?                 |
|             | المركز الدولي لتسوية المنازعات الاستشارية   | 10 سبتمبر 1967    | 10 سبتمبر 1977    |

## وصلات خارجية
- موقع وزارة الخارجية الفيجية